# Argentina nos Jogos Pan-Americanos de 1955
A Argentina competiu nos Jogos Pan-Americanos de 1955, na Cidade do México.